# Mister Global 2019
Mister Global 2019 fue la 6.ª edición del certamen Mister Global, correspondiente al año 2019, se realizó el 26 de septiembre en el Novotel Bangkok Sukhumvit 20, en la ciudad de Bangkok , Tailandia. Candidatos de 38 países y territorios autónomos compitieron por el título. Al final del evento, Darío Duque Mister Global 2018 de Estados Unidos, entregó el título a Kim Jong-woo de Corea del Sur como su sucesor.

## Resultados
| Posiciones                | Candidato |
| ------------------------- | --- |
| Mister Global 2019        | - Corea del Sur — Kim Jong-woo |
| Primer Finalista          | - Túnez — Houssem Saïdi |
| Segundo Finalista         | - España — José Luis Rodrigo Navarro |
| Tercer Finalista          | - Suiza — Kenan Murseli |
| Cuarto Finalista          | - República Dominicana — Braulio Encarnación |
| Cuartofinalistas (Top 16) | - Brasil — Gil Raupp - Chile — Nelson Cáceres - Chipre del Norte — Süleyman Mullahasan - Cuba — Rubert Arias - Filipinas — Ricky Gumera - Indonesia — Herman Cahyono - México — Manuel Duarte - Polonia — Michal Grudzień - Portugal — Ângelo Amaro - Tailandia — Jeerawat Vetsakol - Vietnam — Nguyen Hùng Cuong ∆ |

- ∆ Votado por el público de todo el Mundo vía Internet para completar el cuadro de 16 cuartofinalistas.

## Relevancia histórica del concurso

### Resultados
- Corea del Sur gana por primera vez Mister Global.
- Túnez obtiene la posición de primer finalista por primera vez.
- España obtiene la posición de segundo finalista por segunda vez, anteriormente en 2016.
- Suiza obtiene la posición de tercer finalista por segundo año consecutivo.
- República Dominicana obtiene la posición de cuarto finalista por primera vez.
- Filipinas clasifica por sexto año consecutivo.
- Brasil clasifica por quinto año consecutivo.
- Corea clasifican por cuarto año consecutivo
- Vietnam clasifica por tercer año consecutivo.
- Polonia,  República Dominicana y Tailandia clasifican por segundo año consecutivo.
- Chipre del Norte, Cuba, México, Portugal,  Suiza y Túnez clasifican por primera vez en la historia del concurso.
- Chile, España e Indonesia clasificaron por última vez en 2017.
- Puerto Rico rompe una racha de clasificaciones consecutivas que mantenía desde 2015.
- Sudáfrica rompe una racha de clasificaciones consecutivas que mantenía desde 2017.

## Premios especiales
| Título             | Candidato                       |
| ------------------ | ------------------------------- |
| Mister Simpatia    | - Portugal — Ângelo Amaro       |
| Mister Fotogenico  | - Hong Kong — Chace King-Lok    |
| Mister Popularidad | - Vietnam — Nguyen Hùng Cuong   |
| Mister Físico      | - Panamá — Kenny Guerra         |
| Mister Sonrisa     | - Laos — Kiengkai Xouansouandao |
| Mejor Traje típico | - Myanmar — Thiha Kyaw          |
| Mejor Modelo       | - Chile — Nelson Cáceres        |

## Candidatos
38 países compitieron por el título de Mister Global 2018:
| - Brasil — Gil Raupp - Chile — Nelson Cáceres - China — Ruihu Chen - Chipre del Norte — Süleyman Mullahasan - Corea del Sur — Kim Jong-Woo - Cuba — Rubert Arias - Egipto — Adam Hussein - España — José Luis Navarro - Estados Unidos — Branden Allen - Filipinas — Ricky Gumera - Guam — Jonathan Onedera - Haití — Tcholo Medastin - Hong Kong — Chace King-Lok - India — Rishabh Kumar - Indonesia — Herman Cahyono - Japón — Kodai Hata - Laos — Kiengkai Xouansouandao - Malasia — Chris Chan - México — Manuel Duarte - Myanmar – Thiha Kyaw | - Nepal — Aryan Sitaula - Nigeria — Triumph Moses - Panamá — Kenny Guerra - Perú — Miguel Millasaky - Polonia — Michal Grudzień - Portugal — Ângelo Amaro - Puerto Rico — Edgar Irizarry - República Checa — Thanh Tung Cao - República Dominicana — Braulio Encarnación - Sri Lanka — Maduranga Dilshan - Suecia — Sebastian Jonsson - Sudáfrica — Marcus Karsten - Suiza — Kenan Murseli - Taiwán — Kevin Chang Zhe-Wei - Tailandia — Jeerawat Vetsakol - Togo — Kwassy Adjamah - Túnez — Houssem Saïdi - Vietnam — Nguyễn Hùng Cường |

## Sobre los países en Mister Global 2019

### Naciones debutantes
- Chipre del Norte
- Cuba
- Haití
- Laos
- Nigeria
- Taiwán
- Togo
- Túnez

### Naciones que regresan la competencia
Compitieron por última vez en 2017:
- China
- Japón
- Myanmar
- Panamá
- Suecia

### Naciones retiradas
- Afganistán
- Albania
- Alemania
- Camboya
- Dinamarca
- Etiopía
- Kazajistán
- Martinica
- Países Bajos
- Pakistán
- Singapur
- Tíbet
- Venezuela